# Tricks

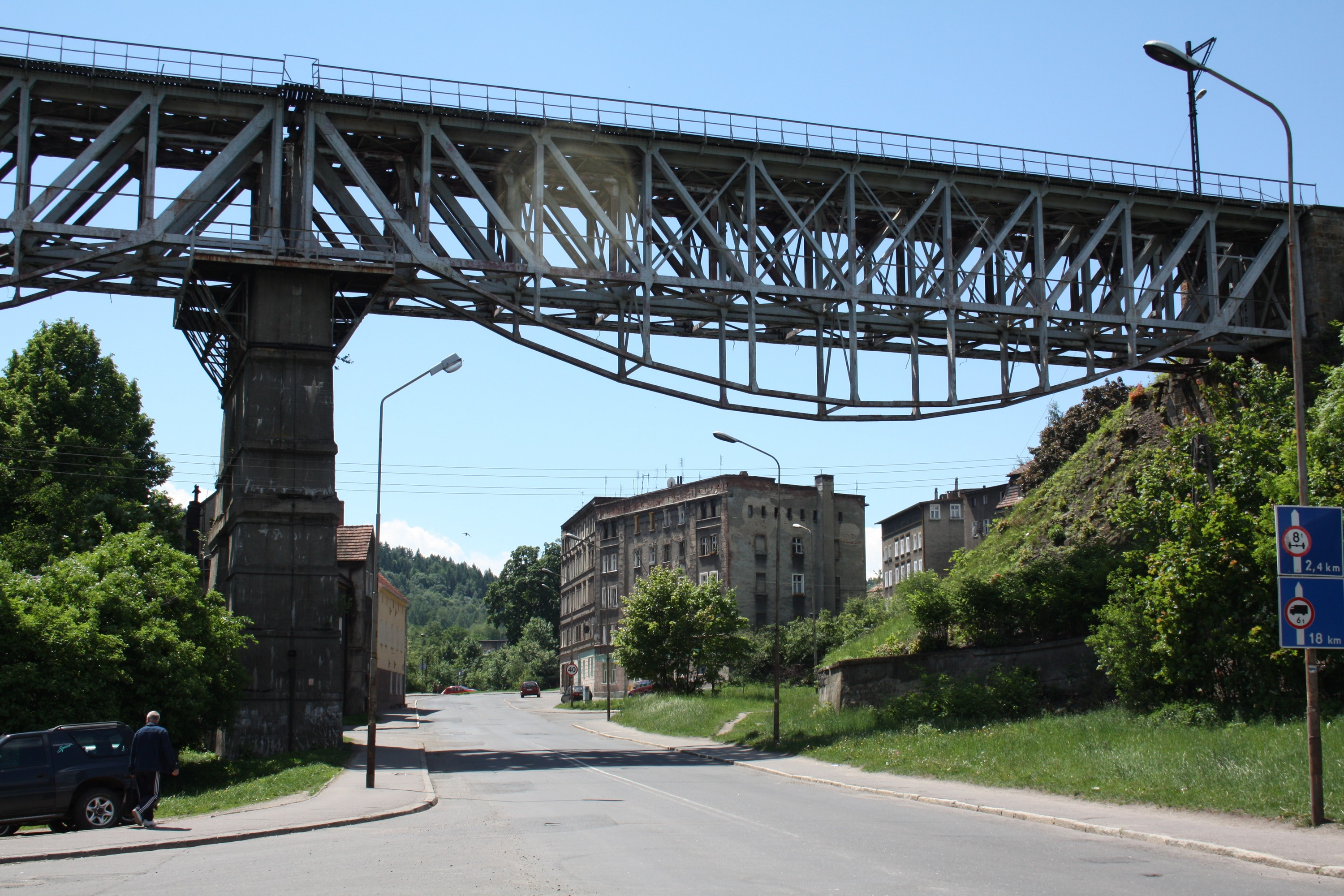
Filmlocatie in Wałbrzych.

Tricks (Pools: Sztuczki) is een Poolse film uit 2007 van regisseur Andrzej Jakimowski. De film won de Gouden Leeuw op het het Poolse Filmfestival in Gdynia in 2007. Hoofdrolspeler Damian Ul won in Tokio op tienjarige leeftijd voor deze rol de prijs voor beste acteur.

## Verhaal
Het verhaal gaat over Stefek, een zesjarig jongetje dat op zoek is naar zijn vader, die het gezin verlaten heeft. Als hij op het station een forens ziet, is hij overtuigd dat dit zijn vader is en hij doet er alles aan om het lot te beïnvloeden en zodoende vader en moeder terug bij elkaar te brengen. Hij hoopt daarbij op hulp zijn zus Elka, die volgens hem trucjes kent, maar zij is meer bezig met volwassen worden dan met het terugkrijgen van de vader.

## Rolverdeling
- Damian Ul als Stefek
- Ewelina Walendziak als Elka
- Tomasz Sapryk als vermeende vader van Stefek and Elka
- Rafal Guzniczak als Jerzy
- Iwona Fornalczyk als moeder van Stefek and Elka
- Joanna Liszowska als Violka
- Andrzej Golejewski als dakloze
- Grzegorz Stelmaszewski als Turek
- Simeone Matarelli als Leone

## Prijzen
- Pools Filmfestival Gdynia
  - Beste Cinematografie - Adam Bajerski 
  - Gouden Leeuw- Andrzej Jakimowski

- Filmfestival São Paulo
  - Speciale Juryprijs - Andrzej Jakimowski

- Internationaal filmfestival van Tokio
  - Beste Acteur - Damian Ul

- Filmfestival Venetië
  - Label Europa Cinemas - Andrzej Jakimowski
  - Laterna Magica Prijs - Andrzej Jakimowski

- Poolse inzending voor de Academy Award 2009.